# Alan Rickman

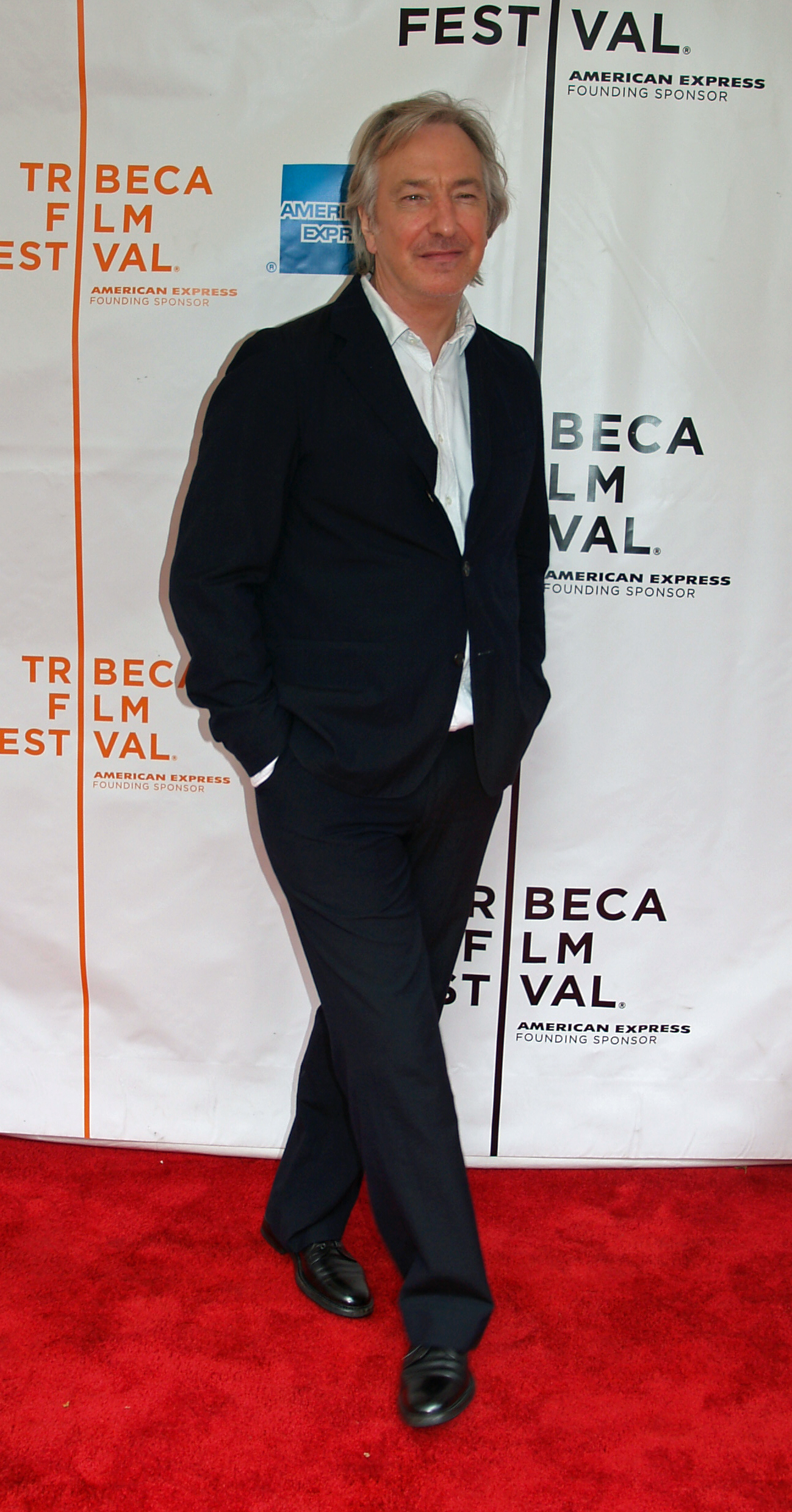
Rickman podczas Tribeca Film Festival (2007)

Alan Sidney Patrick Rickman (ur. 21 lutego 1946 w Londynie, zm. 14 stycznia 2016 tamże) – angielski aktor filmowy i teatralny, reżyser i scenarzysta.
W telewizji zadebiutował jako Tybalt w Romeo i Julii (1978) jako część serialu shakespeare’owskiego BBC. Jego przełomową rolą był Obadiah Slope w telewizyjnej adaptacji BBC The Barchester Chronicles (1982). Kształcił się w Royal Academy of Dramatic Art w Londynie, został członkiem Royal Shakespeare Company (RSC), występując w nowoczesnych i klasycznych produkcjach teatralnych. Zagrał wicehrabiego de Valmont w scenicznej produkcji RSC Les Liaisons Dangereuses (1985), a po przeniesieniu produkcji na West End w 1986 i Broadway w 1987 został nominowany do nagrody Tony Award.
Pierwszą rolą kinową Rickmana był Hans Gruber, niemiecki przywódca terrorystów w Szklanej pułapce (1988). Za występ w roli szeryfa Nottingham w Robin Hood: Książę złodziei (1991) otrzymał nagrodę BAFTA dla najlepszego aktora w roli drugoplanowej. Zagrał także w kilku filmach telewizyjnych, m.in. tytułowego bohatera w Rasputin: Dark Servant of Destiny (1996), za który otrzymał Złoty Glob, nagrodę Emmy i nagrodę Screen Actors Guild Award. W latach 2001–2011 występował jako Severus Snape w serii filmowej Harry Potter. Jego ostatnie role filmowe to generał porucznik Frank Benson w thrillerze Eye in the Sky (2015) oraz gąsienica Absolem (głos) w Alicji po drugiej stronie lustra (2016).

## Wczesne lata
Alan Sidney Patrick Rickman urodził się w dzielnicy Acton w Londynie 21 lutego 1946 r. w rodzinie o walijsko-irlandzkich korzeniach (irlandzkie pochodzenie od swojej babci ze strony ojca) jako syn gospodyni domowej Margaret Doreen Rose (z domu Bartlett) oraz angielskiego pracownika fabrycznego, malarza pokojowego i byłego montera samolotów z czasów II wojny światowej, Bernarda Williama Rickmana. Jego ojciec był katolikiem, a matka metodystką. Miał dwóch braci, starszego – projektanta graficznego Davida (ur. 1944) i młodszego – trenera tenisa Michela (ur. 1947) oraz młodszą siostrę – Sheilę (ur. 1950). Kiedy miał osiem lat, jego ojciec zmarł na raka, pozostawiając matkę, która wychowywała jego i troje rodzeństwa samotnie.
Jako dziecko próbował swoich sił w kaligrafii i malarstwie akwarelowym. Uczęszczał do West Acton First School, następnie do Derwentwater Primary School w Acton, a następnie do Latymer Upper School w Londynie, gdzie zaangażował się w działalność teatralną. Kontynuował naukę w Chelsea College of Art and Design w latach 1965–1968. Następnie uczęszczał do Royal College of Art w latach 1968–1970. Jego wykształcenie pozwoliło mu pracować jako grafik dla magazynu Royal College of Art, ARK i Notting Hill Herald, który uważał za bardziej stabilny zawód niż aktorstwo; później powiedział, że szkoła teatralna „nie była uważana za rozsądną w wieku 18 lat”.
Po ukończeniu studiów wraz z kilkoma przyjaciółmi otworzył studio graficzne o nazwie Graphiti, ale po trzech latach udanej działalności zdecydował, że zamierza zająć się aktorstwem zawodowo. Napisał z prośbą o przesłuchanie do Royal Academy of Dramatic Art (RADA), na którą uczęszczał od 1972 do 1974. W tym okresie utrzymywał się z pracy jako garderobiany dla Sir Nigela Hawthorne’a i Sir Ralpha Richardsona. Grał m.in. w sztukach: Ghost i Miarka za miarkę, a za role w tych spektaklach zdobył złoty medal Bancrofta. W 1977 dołączył do Royal Shakespeare Company.

## Kariera

### 1980
Po ukończeniu RADA intensywnie współpracował z brytyjskim stałym zespołem teatralnym oraz z eksperymentalnymi grupami teatralnymi m.in. przy produkcjach w Royal Court Theatre, a także trzykrotnie pojawił się na Międzynarodowym Festiwalu w Edynburgu. W 1978 występował z Court Drama Group, zdobywając m.in. role w Romeo i Julii oraz A View from the Bridge. Pracując z Royal Shakespeare Company (RSC), został obsadzony w filmie As You Like It. W 1979 zagrał Vidala w ekranizacji Teresy Raquin Émila Zoli, jednak jego przełomową rolą okazała się postać Wielebnego Obadiaha Slope’a w The Barchester Chronicles (1982) – adaptacji BBC dwóch pierwszych Kronik Barchester autorstwa Trollope’a.
W 1980 wyjechał do Stanów Zjednoczonych jako asystent reżysera przedstawienia komediowego Desperately Yours wystawianego na nowojorskim off-Broadwayu. Otrzymał główną rolę męską, wicehrabiego de Valmont, w produkcji Royal Shakespeare Company z 1985 r., adaptacji Niebezpiecznych związków Christophera Hamptona, w reżyserii Howarda Daviesa. Po tym, jak produkcja RSC została przeniesiona na West End w 1986 i Broadway w 1987, Rickman otrzymał za swój występ zarówno nominację do nagrody Tony Award, jak i do Drama Desk Award.
W 1988 zagrał u boku Bruce’a Willisa, antagonistę, przywódcę terrorystów Hansa Grubera w thrillerze akcji Szklana pułapka – jego pierwszym filmie fabularnym. Rola ta przyniosła mu uznanie krytyków i miejsce na liście AFI 100 Lat...100 Bohaterowie i złoczyńcy, jako 46. najlepszy czarny charakter w historii kina. Aby nakręcić scenę śmierci Hansa Grubera, aktor przyznał, że musiał skoczyć 3- lub 4-krotnie z budynku z wysokości 40 stóp na poduszkę wypełnioną powietrzem, przy czym doznał kontuzji kolana. Jego następnym filmem był The January Man (1989).

### 1990
Rola Rickmana jako szeryfa Nottingham w filmie Robin Hood: Książę złodziei (1991) – która przyniosła mu nagrodę BAFTA dla najlepszego aktora w roli drugoplanowej – sprawiła, że zyskał uznanie jako jeden z najlepszych aktorów do portretowania złoczyńców w filmach. Następnie przyjął rolę Elliotta Marstona w Quigley na Antypodach (1990). Swoje romantyczne oblicze pokazał w rolach, takich jak Jamie w Truly, Madly, Deeply (1991), Sinclair w Close My Eyes (1991), czy pułkownik Christopher Brandon w Rozważnej i romantycznej (1995). Kreacja Franza Antona Mesmera, twórcy teorii magnetyzmu zwierzęcego, przez jednych uznawanego za geniusza, przez innych za zwykłego oszusta, była pierwszą tytułową rolą Rickmana w filmie Mesmer (1994). Później wcielił się w tytułowego bohatera w Rasputin:Dark Servant of Destiny (1996), za który otrzymał Złoty Glob, nagrodę Emmy i nagrodę Screen Actors Guild Award.
W 1995 wyreżyserował Zimowego gościa w londyńskim Almeida Theatre, a dwa lata później przeniósł sztukę na ekrany kin, obsadzając Emmę Thompson oraz jej matkę – Phyllidę Law. Na deskach teatru Rickman występował jako Mark Antony w Antony i Cleopatra (październik- grudzień 1998) z Helen Mirren jako Kleopatrą, w produkcji Royal National Theatre w Londynie. Spróbował swoich sił również jako postać komediowa Sir Alexander Dane / Dr Lazarus w kultowej, klasycznej parodii science-fiction Galaxy Quest (1999) oraz w Dogmie (1999), gdzie wcielił się w serafina Metatrona, głos Boga.

### 2000
Pojawił się w Victoria Wood with All the Trimmings (2000); świątecznym skeczu BBC z Victorią Wood, grając pułkownika w bitwie pod Waterloo, który jest zmuszony zerwać swoje zaręczyny. W 2001 roku po raz pierwszy pojawił się jako Severus Snape, mistrz eliksirów, w Harrym Potterze i Kamieniu Filozoficznym. Grając w serii (2001-2011), traktował młodych aktorów na równi z sobą, zainspirował Matthew Lewisa, udzielając mu rad na temat przyszłej kariery oraz był mentorem dla Daniela Radcliffe’a, który przyznał, że Rickman był obecny na każdym przedstawieniu teatralnym, zarówno w Londynie, jak i w Nowym Jorku, w którym młody aktor brał udział.
W 2002 roku wystąpił na scenie w komedii romantycznej Noëla Cowarda Private Lives. Po udanym występie w Albery Theatre na West End przeniósł się na Broadway i zakończył we wrześniu. Razem z Katharine Viner Rickman skompilował sztukę My Name Is Rachel Corrie i wyreżyserował premierową produkcję w Royal Court Theatrew Londynie (kwiecień 2005). Zdobył nagrodę Theatre Goers’ Choice Awards dla najlepszego reżysera. W 2003 został wiceprzewodniczącym Royal Academy of Dramatic Art (RADA).
Zagrał w bożonarodzeniowej komedii romantycznej, nazywanej przez The Independent „nowoczesnym klasykiem” To właśnie miłość (2003) jako Harry. W 2005 roku użyczył głosu androidowi Marvinowi w komedii science fiction Autostopem przez Galaktykę (2005). W 2007 roku zagrał laureata Nagrody Nobla w czarnej komedii Nobel Son (2007).
Był nominowany do nagrody Primetime Emmy Award za rolę dr. Alfreda Blalocka w produkcji HBO W rękach Boga (2004). Zagrał także Alexa w Snow Cake (2006) oraz w Pachnidło: Historia mordercy (2006). Wystąpił jako sędzia Turpin w uznanym przez krytyków filmie Tima Burtona: Sweeney Todd: Demoniczny golibroda z Fleet Street (2007) u boku Johnny’ego Deppa, Heleny Bonham Carter i Timothy’ego Spalla.
W 2009 roku otrzymał nagrodę Jamesa Joyce’a przyznawaną przez Towarzystwo Literacko-Historyczne University College Dublin. W październiku i listopadzie 2010 roku Rickman zagrał tytułową rolę w sztuce John Gabriel Borkman w Abbey Theatre w Dublinie. The Irish Independent nazwał występ Rickmana „zapierającym dech w piersiach”.

### 2010
W 2010 roku zagrał w produkcji telewizyjnej BBC The Song of Lunch wraz z Emmą Thompson. W tym samym roku użyczył głosu gąsienicy Absolem w filmie Tima Burtona Alicja w Krainie Czarów (2010).
Ponownie pojawił się jako Severus Snape w ostatniej części serii o Harrym Potterze, Harry Potter i Insygnia Śmierci – część 2 (2011). W całej serii jego portret Snape’a zyskał szerokie uznanie krytyków. Kenneth Turan z Los Angeles Times powiedział, że Rickman „jak zawsze robi najbardziej niezapomniane wrażenie”, podczas gdy Peter Travers z magazynu Rolling Stone nazwał Rickmana „wysublimowanym, dając nam wreszcie wgląd w tajemnicze, czuwające serce, które... Snape maskuje szyderczym uśmiechem”. W mediach scharakteryzowano występ Rickmana jako godny nominacji do Oscara dla najlepszego aktora drugoplanowego. Otrzymał nominacje do nagród w 2011 roku, między innymi do Saturna i Scream Awards.
W listopadzie 2011 otworzył Seminar, nową sztukę Theresy Rebeck, w John Golden Theatre na Broadwayu. Rickman, zakończywszy pracę w kwietniu, zdobył Nagrodę Publiczności Broadway.com dla Ulubionego Aktora w Sztuce i był nominowany do nagrody Drama League Award. Zagrał lorda Lionela Shahbandara w Gambicie (2012), a potem Hilly’ego Kristala, założyciela punk-rockowego klubu CBGB w East Village, w filmie CBGB (2013).
W 2014 roku wyreżyserował, współtworzył scenariusz i zagrał w filmie kostiumowym A Little Chaos. Film miał swoją premierę na Międzynarodowym Festiwalu Filmowym w Toronto. Tamże, w następnym roku zadebiutowała produkcja Eye in the Sky (2015), gdzie Rickman zagrał generała Franka Bensona. To był jego ostatni występ na ekranie. Film spotkał się z wielkim uznaniem, zdobywając wynik 95% na Rotten Tomatoes, na podstawie opinii 175 krytyków, z komentarzem: „Tak trzymający w napięciu jak ponadczasowy Eye in the Sky oferuje wspaniale zagrany – i wymagający niezwykłego wysiłku intelektualnego – spin współczesnego thrillera politycznego z czasów wojny”.

## Odbiór publiczny
Został wybrany przez Empire jako jedna ze 100 najseksowniejszych gwiazd w historii kina (nr 34) w 1995 roku i zajął 59. miejsce na liście Empire „100 najlepszych gwiazd filmowych wszech czasów” w październiku 1997 roku. W 2009 i 2010 roku został po raz kolejny sklasyfikowany jako jedna ze 100 najseksowniejszych gwiazd według „Empire”, za każdym razem plasując się na 8. miejscu spośród 50 wybranych aktorów. Został wybrany do Royal Academy of Dramatic Art w 1993 roku, gdzie w 2003 roku został wiceprzewodniczącym oraz członkiem artystycznych komitetów doradczych i szkoleniowych oraz rady ds. rozwoju.
Został wybrany na 19. miejsce w rankingu najlepszych żyjących gwiazd filmowych w wieku powyżej 50 lat i był dwukrotnie nominowany do nagrody Broadway’s Tony Award jako najlepszy aktor w sztuce teatralnej. The Guardian nazwał Rickmana „honorowym wyróżnieniem” na liście najlepszych aktorów, którzy nigdy nie otrzymali nominacji do Oscara.
Dwóch badaczy, językoznawca i inżynier dźwięku, stwierdzili, że „idealny [męski] głos” jest kombinacją głosów Rickmana i Jeremy’ego Ironsa na podstawie próbki 50 głosów. BBC stwierdziło, że „dźwięczny, zniewalający głos Rickmana był jego wizytówką – sprawiał, że nawet jednoznaczne linie dialogu brzmiały przemyślanie i autorytatywnie”. W ćwiczeniach z zakresu głosu podczas studiowania na GCSE z zajęć dramatu, Rickman został wyróżniony przez BBC za „doskonałą dykcję i artykulację”.
Nagrał kilka utworów muzycznych, m.in. piosenkę „Not Alan Rickman” skomponowanej przez Adama Leonarda. Zagrał „Mistrza ceremonii”, zapowiadając różne instrumenty pod koniec pierwszej części Tubular Bells II (1992) Mike’a Oldfielda w utworze „The Bell”. Był jednym z artystów, którzy recytowali sonety szekspirowskie w albumie When Love Speaks (2002), a także wystąpił w teledysku szkockiego zespołu muzycznego Texas do piosenki „In Demand” z 2000 roku.

## Życie prywatne
Twierdził, że jego pierwsze zauroczenie miało miejsce w wieku 10 lat, w dniu sportu w jego szkole, była to dziewczyna o imieniu Amanda. W 1965 roku, w wieku 19 lat, poznał 18-letnią Rimę Horton, z którą się związał. Horton była później radną Partii Pracy w Kensington and Chelsea London Borough Council (1986–2006) oraz wykładowcą ekonomii na Kingston University. W 2015 roku Rickman potwierdził, że pobrali się podczas prywatnej ceremonii w Nowym Jorku w 2012 roku. Mieszkali razem od 1977 roku aż do śmierci Rickmana. Para nie miała dzieci.
Brat Rickmana, Michael, jest radnym dystryktu Partii Konserwatywnej w Leicestershire.
Był aktywnym patronem fundacji badawczej Saving Faces i honorowym prezesem International Performers’ Aid Trust, organizacji charytatywnej, która działa na rzecz walki z ubóstwem wśród artystów scenicznych na całym świecie.
Omawiając politykę, Rickman powiedział, że „urodził się jako pełnoprawny członek Partii Pracy”. Jego ostatnią nagraną pracą przed śmiercią był krótki film, który pomógł studentom Uniwersytetu Oksfordzkiego zebrać fundusze dla Save the Children i Refugee Council.

## Choroba i śmierć
W sierpniu 2015 przeszedł przemijający atak niedokrwienny, który doprowadził do rozpoznania raka trzustki. Wyjawił informację o swojej chorobie wyłącznie najbliższym. 14 stycznia 2016 roku zmarł w Londynie w wieku 69 lat. Jego szczątki zostały poddane kremacji 3 lutego 2016 w krematorium West London w Kensal Green. Prochy aktora zostały przekazane jego żonie, Rimie Horton. Jego ostatnie dwa filmy, Eye in the Sky i Alicja po drugiej stronie lustra, zostały zadedykowane jego pamięci, podobnie jak The Limehouse Golem, który miał być jego kolejnym projektem.

## Dziedzictwo
Juliet Stevenson opowiedziała historię o tym, jak Rickman wykorzystał swoje honorarium z Harry’ego Pottera: kiedy wychodzili z nim na kolację, a ktoś próbował zapłacić, Rickman zawsze wymykał się pierwszy i płacił kartą. W ten sposób upewniał się, że nikt nie miał nawet okazji spojrzeć na rachunek. Jeśli ktoś próbował się sprzeciwić, po prostu odpowiadał: „Dwa słowa: Harry Potter”.
Peter Kyle wspominał Rickmana: „Desperacko chciał, aby ludzie wykorzystywali cały swój talent i nienawidził, gdy przyjaciele ściągali samych siebie w dół. Kiedyś ze śmiechem powiedziałem: „Uniwersytet zasugerował, żebym zrobił doktorat, ale nie jestem wystarczająco bystry, żeby to zrobić.” Zbeształ mnie za niedocenianie własnego potencjału, za pójście na łatwiznę przez nieprzyjmowanie czegoś trudne, ale faktycznie osiągalne. Zabrał mnie z powrotem do swojego mieszkania i posadził ze swoją partnerką Rimą, która była wykładowcą i od tego momentu zrobił pierwszy krok do tego, żebym został doktorem Peterem Kyle.”
Jedna z reporterek podzieliła się swoim doświadczeniem w pracy z Rickmanem: „Miałam ogromną przyjemność kilkakrotnie przeprowadzić wywiad z Alanem jako dziennikarz. Kiedy podczas wywiadu wylałam napój na sukienkę, po prostu zabrał mnie za rękę na drugą stronę ulicy do naprawdę fajnego sklepu, żeby kupić mi nową”.
Justin Long wspominał swoje doświadczenie na początku kariery: „Kiedy zacząłem z nim [Alanem] pracować nad Galaxy Quest, byłem młodym aktorem o bardzo szeroko otwartych oczach, który robił swój pierwszy film (...) Traktował wszystkich tak samo. Zawsze siedział i jadł obiad z załogą. Zostawał i robił zdjęcia poza kamerą dla innych aktorów. Był równie hojny w czasie przerw, pozwalając mnie i Jeremy’emu Howardowi korzystać z jego wiedzy, jakbyśmy byli głodnymi, młodymi sępami aktorskimi.”
Wkrótce po śmierci Rickmana, fani stworzyli pomnik pod znakiem „Peron 9¾” na londyńskim dworcu kolejowym King’s Cross. Po ogłoszeniu odejścia aktora, w mediach społecznościowych pojawiły się hołdy od gwiazd, które z nim współpracowały. Ponieważ jego choroba nie była publicznie znana, niektórzy napisali: Ralph Fiennes: „nie mogę uwierzyć, że [Alan] odszedł”, Jason Isaacs: „ominęła mnie okropna wiadomość”. Sir Michael Gambon powiedział BBC Radio 4, że był „wspaniałym przyjacielem” i „prawdziwym człowiekiem teatru i sceny”. Podczas przedstawienia sztuki na West End, która uczyniła go gwiazdą (Niebezpieczne związki), został zapamiętany jako „wielki człowiek brytyjskiego teatru”.
J.K. Rowling, nazwała Rickmana „wspaniałym aktorem i wspaniałym człowiekiem”. Emma Watson napisała: „Czuję się tak szczęśliwa, że pracowałam i spędziłam czas z tak wyjątkowym mężczyzną i aktorem. Naprawdę będzie mi brakowało naszych rozmów”. Daniel Radcliffe docenił jego lojalność i wsparcie: „Jestem pewien, że przyszedł i zobaczył wszystko, co robiłem na scenie zarówno w Wielkiej Brytanii, jak i w Ameryce. Nie musiał tego robić”. Evanna Lynch powiedziała, że „był taki miły i hojny w chwilach, w których nie grał Snape’a”. Rupert Grint powiedział: „chociaż odszedł, zawsze będę słyszał jego głos”. Johnny Depp, który zagrał u boku Rickmana w dwóch filmach Tima Burtona, skomentował: „Ten głos, ta osobowość. Nie ma już nikogo tak wyjątkowego. On był wyjątkowy”.
Kate Winslet, która złożyła Rickmanowi hołd podczas rozdania nagród London Film Critics’ Circle Awards, wspominała go jako ciepłego i hojnego, dodając: „I ten głos! Och, ten głos”. Helen Mirren powiedziała, że głos Rickmana „może sugerować miód lub ukryte ostrza”. Emma Thompson pamiętała „nieustępliwość, która uczyniła go wielkim artystą, jakim był – jego niewysłowiony i cyniczny dowcip, jasność, z jaką widział większość rzeczy, w tym mnie… Wiele się od niego nauczyłam”.
Colin Firth powiedział „The Hollywood Reporter”, że jako aktor Rickman był mentorem. John McTiernan, reżyser Szklanej pułapki, powiedział, że Rickman był antytezą nikczemnych ról, z których był najbardziej znany na ekranie. Sir Ian McKellen napisał: „za posępną twarzą [Rickmana], która była równie piękna, gdy pogrążona była w wesołości, kryła się super-aktywna dusza, dążący i zdobywający [cel] super-bohater, skromny, ale całkowicie skuteczny”. Kevin Smith opowiedział historię o Rickmanie w swoim podcaście Hollywood Babble On. Rodzina Rickmana złożyła podziękowania „za wiadomości z kondolencjami”
Zredagowany zbiór pamiętników Rickmana z lat 1993–2015 został opublikowany 4 października 2022 roku pod tytułem Madly, Deeply: The Alan Rickman Diaries, z przedmową Emmy Thompson – wieloletniej przyjaciółki Rickmana. Książka ukazała się w Polsce 27 września 2023 roku pod nazwą Prawdziwe, do szaleństwa. Dzienniki.

## Filmografia

### Aktor
- 1978: Romeo i Julia jako Tybalt
- 1980: Thérese Raquin jako Vidal
- 1982: Ludzie Smileya jako Brownlow
- 1982: The Barchester Chronicles jako wielebny Obadiah Slope
- 1988: Szklana pułapka jako Hans Gruber
- 1989: Styczniowy człowiek jako Ed
- 1989: Spirit of Man jako Israel Yates
- 1989: Revolutionary Witness jako Jacques Roux
- 1990: Quigley na Antypodach jako Elliott Marston
- 1991: Głęboko, prawdziwie, do szaleństwa jako Jamie
- 1991: Z zamkniętymi oczami jako Sinclair
- 1991: Robin Hood: Książę złodziei jako szeryf Nottingham
- 1992: Bob Roberts jako Lukas Hart III
- 1994: Mesmer jako Franz Anton Mesmer
- 1995: Rozważna i romantyczna jako pułkownik Brandon
- 1995: Nieprawdopodobna historia jako P.L. O’Hara
- 1996: Rasputin jako Rasputin
- 1996: Michael Collins jako Éamon de Valera
- 1997: Zimowy gość jako mężczyzna na ulicy
- 1998: Pocałunek Judasza jako detektyw David Friedman
- 1998: Dark Harbor jako David Weinberg
- 1999: Dogma jako Metatron
- 1999: Kosmiczna załoga (Galaxy Quest) jako sir Alexander Dane / dr Lazarus
- 2000: Ratunku, jestem rybką! jako Joe (głos)
- 2001: Harry Potter i Kamień Filozoficzny jako Severus Snape
- 2001: Dwa w jednym jako Phil
- 2002: Harry Potter i Komnata Tajemnic jako Severus Snape
- 2003: To właśnie miłość jako Harry
- 2004: Harry Potter i więzień Azkabanu jako Severus Snape
- 2004: W rękach Boga jako Alfred Blalock
- 2005: Autostopem przez Galaktykę jako Marvin, paranoidalny robot (głos)
- 2005: Harry Potter i Czara Ognia jako Severus Snape
- 2006: Pachnidło jako Antoni Richis
- 2006: Śniegowe ciastko jako Alex Hughes
- 2007: Nobel Son jako Eli Michaelson
- 2007: Harry Potter i Zakon Feniksa jako Severus Snape
- 2007:  Demoniczny golibroda z Fleet Street jako sędzia Turpin
- 2008: Bottle Shock jako Steven Spurrier
- 2008: We're Here to Help jako Fenchurch
- 2009: Harry Potter i Książę Półkrwi jako Severus Snape
- 2010: Alicja w Krainie Czarów jako Absolem
- 2010: Harry Potter i Insygnia Śmierci: Część I jako Severus Snape
- 2010: The Villa Golitsyn jako Willy
- 2011: Harry Potter i Insygnia Śmierci: Część II jako Severus Snape
- 2012: Gambit, czyli jak ograć króla jako lord Shabandar
- 2013: Na zawsze twoja jako Karl Hoffmeister
- 2013: Dust jako Todd
- 2013: CBGB jako Hilly Kristal
- 2013: Kamerdyner jako prezydent Ronald Reagan
- 2014: Odrobina chaosu jako król Ludwik XIV
- 2015: ''Niewidzialny wróg'' jako generał porucznik Frank Benson
- 2016: Alicja po drugiej stronie lustra jako Absolem

### Reżyser i scenarzysta
- 1997: Zimowy gość
- 2014: Odrobina chaosu

### Producent wykonawczy
- 2001: Willows (krótkometrażowy)